# Zeltweg
Zeltweg là một thị trấn ở bang Steiermark nằm ở trung độ nước Áo. Đô thị Zeltweg có diện tích 8,73 km², dân số cuối năm 2005 là 8189 người. Đô thị này nằm ở Aichfeld. Sông lớn nhất ở đây là sông Mur. Các đô thị phụ cận là Judenburg, Knittelfeld và Fohnsdorf.